# Juncus fominii
Juncus fominii là một loài thực vật có hoa trong họ Juncaceae. Loài này được Zoz mô tả khoa học đầu tiên năm 1938.